# 永春崗公園
永春崗公園位於台灣台北市信義區松隆里，鄰近永春高中、象山親山步道，為四獸山登山口之一。

## 範圍
永春崗公園位於台北市信義區松山路656巷2號旁，其範圍如下列所述：
- 東面：松山路656巷及其住房
- 西面：象山
- 南面：象山
- 北面：永春高中

## 沿革
永春崗公園於1980年落成，管理單位為臺北市政府工務局公園路燈工程管理處南港公園管理所。

## 事件
2013年8月31日深夜，永春崗公園擋土牆因為大雨而造成土石鬆動而發生崩塌，使停靠在松山路659巷內的數台車輛被破壞。

## 圖集

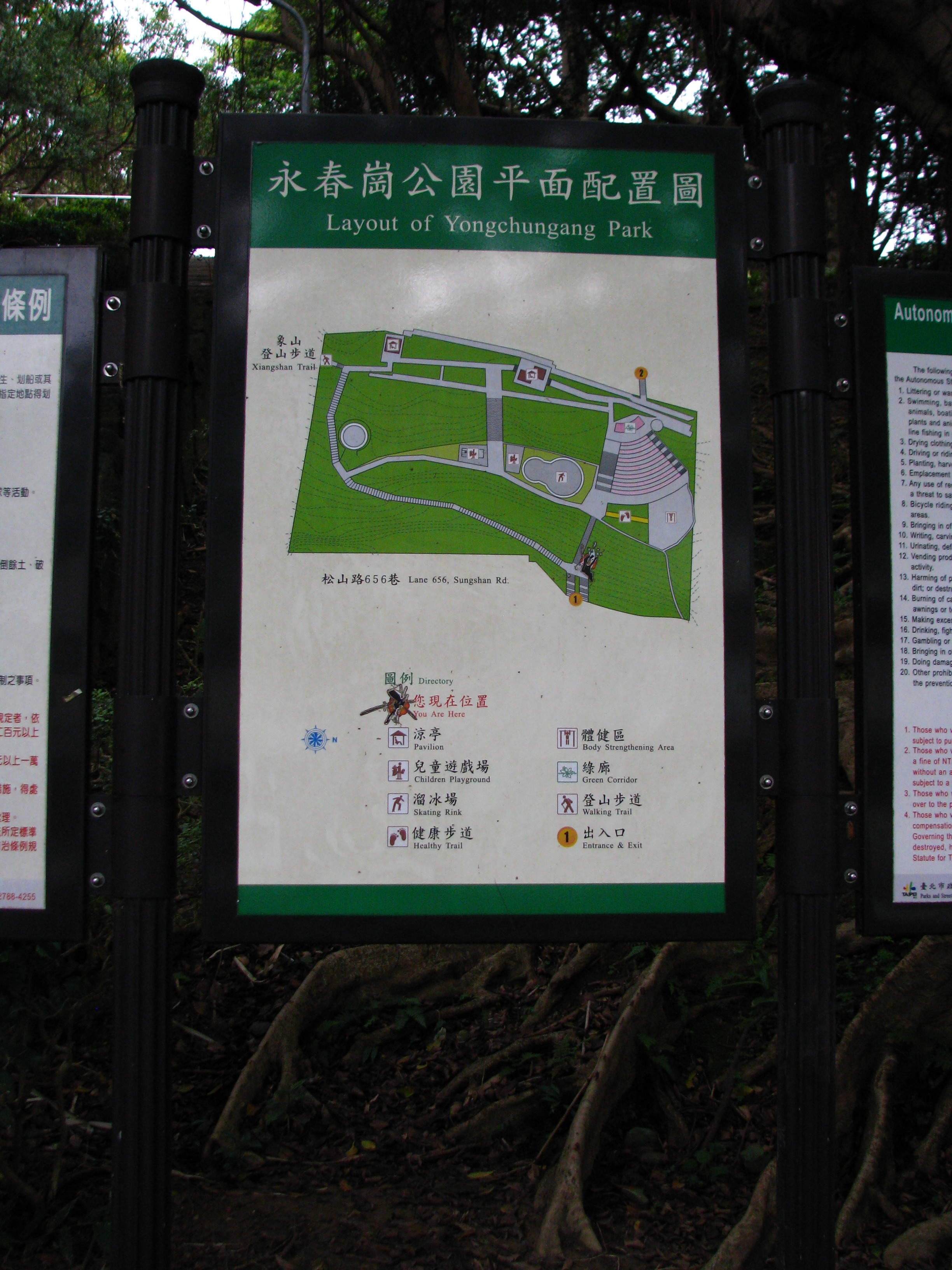
永春崗公園告示牌
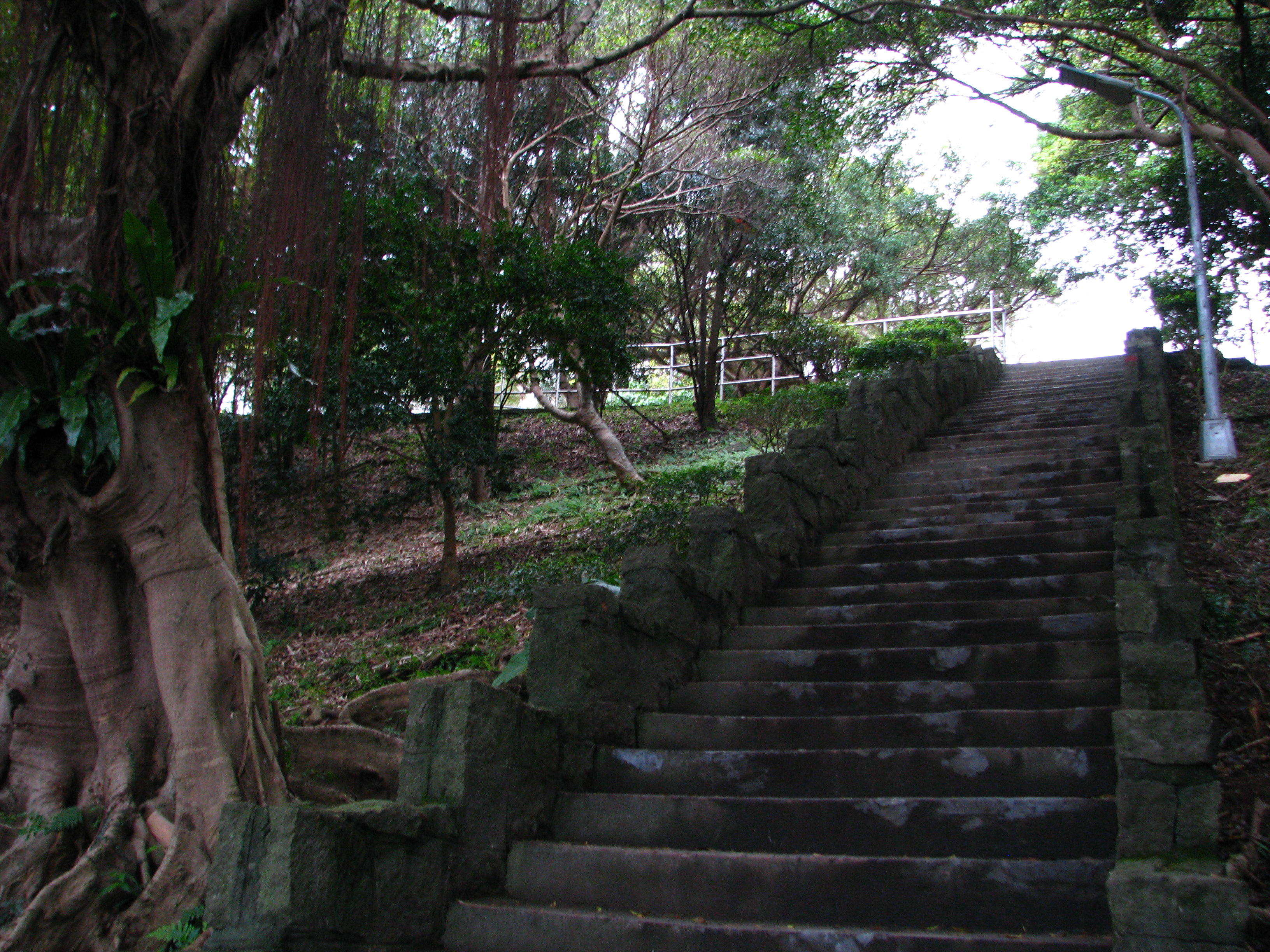
永春崗公園一景

## 外部連結
- 永春崗公園 - 公園走透透[]